# 리콴유
리콴유(영어: Lee Kuan Yew, 1923년 9월 16일~2015년 3월 23일)는 싱가포르의 정치인이자 초대 총리와 인민행동당의 총재(1959년부터 1990년까지)로 재직했다.

## 정치 생활 초기(1951~1959)

#### 인민행동당이전
리콴유의 정치인으로서 첫 경험은 친영국적 당인 진보당에서 후보로 나선 그의 상사 존 레이콕을 위해 선거인으로 뛴 것이었다. 그러나 그 당이 대중, 특히 중국인의 지지를 받지 못하였기 때문에 리콴유는 결국 당의 미래가 그리 밝지 않음을 직감하였다. 이것은 렌델 위원회가 선거권을 가진 사람의 자격을 싱가포르에서 태어난 모든 사람으로 확대했을 때 중국어를 사용하는 인구가 엄청나게 증가함으로 인해 더 명확해졌다.(1953년) 결국 무역 노조와 학생 조합에 법률적 조언을 해주면서 중국어를 사용하는 사람들과의 연결고리를 가지며 그는 기회를 갖게 되었다. (나중에 그의 인민행동당은 이 역사적인 연결 고리를 파업에서의 협상에서 사용하기도 하였다.)

#### 인민행동당의 창당
1954년 11월 21일 리콴유는 "맥주 마시는 부르주아들" 이라고 그가 지칭하던 영어를 배운 일군의 사람들과 함께 인민행동당(People's Action Party, PAP)을 결성하였다. 이 당은 친공산주의적 무역 노조와 정략적인 연계를 통해 만들어졌는데, 이는 영어를 사용하는 계층은 친공산주의자들의 대량의 지지가 필요했던 반면, 공산주의자들은 말레이시아 공산당이 불법이었기 때문에 이를 가리기 위한 지도층이 필요했기 때문이었다. 리콴유는 이 정략적 연합을 편리를 위한 결혼이라고 말하기도 했다. 이 두 계층의 공동의 목적은 독자적인 정부를 구성하고 영국 식민 지배를 끝내기 위해 대중을 선동하는데 있었다. 창당식은 빅토리아 기념홀에서 1500명의 지지자와 무역 노조들로 가득찬 채로 이뤄졌다. 리콴유는 이 당의 사무총장이 되었으며 이 직책을 1957년의 잠시간을 제외하고는 1992년까지 유지하게 된다. 창당식에는 통일말레이국민기구(UMNO)의 툰쿠 압둘 라만과 말레이시아중국인연합(MCA)의 탄청록이 신당에 신뢰를 주기 위해 초청되었다.

#### 야당 활동
리콴유는 1955년 선거에서 탄종 파가르 선거구의 의석을 획득하였다. 야당의 당수로서 데이비드 솔 마셜의 노동 전선 연립 정부와 대항한 그는 싱가포르의 미래 정세에 대한 런던에서 열린 두 차례 회의에도 인민행동당의 대표로 참가하였다. 첫 번째 회의는 마셜이 주최하였고 두 번째는 마셜의 후임자인 림유혹이 개최했는데, 이 시기에 리콴유는 이 두 라이벌들과 정치적인 대립을 하고 있었다. 그의 친공산주의적 측근들은 간혹 폭력적이기도 한 대중 집회에 활발히 참여하였기에 적절한 거리를 둔 반면, 여당의 연립 정부는 정권을 유지할 수 있도록 하였는데, 종종 그들을 무능력하다고 공세를 펼치기도 하였다. 하지만 1957년 친공산주의자들이 가짜 당원들을 이용해 당권을 장악하자 리콴유의 인민행동당에서의 위치는 심각한 위기를 맞게 되었다. 다행스럽게도 림유혹은 친공산주의자들을 대거 구속하도록 명령하였고, 리콴유는 사무총장으로 복직하였다. 공산주의자들의 당내 위협은 다음 선거를 준비하는 동안 일시적으로 중단되었다. 이 시기에 리콴유는 공산주의 진영의 리더이자 그가 플렌이라고 불렀던 퐁총픽(또는 팡추앙피)과 처음으로 비밀리에 만나게 된다.

## 국무 총리, 독립 이전(1959~1965)

### 자치 행정부 - (1959~1963)
1959년 7월 1일 열린 선거에서 인민행동당은 51개 의석 중 43개의 의석을 차지하였다. 싱가포르는 국방과 외교를 제외한 국내 문제에 관한 자치권을 갖게 되었으며 리콴유는 1959년 7월 3일에 수석장관(Chief Minister)이었던 림유혹을 대신해 싱가포르 최초의 국무 총리가 되었다. 국무 총리가 되기 전에 리콴유는 림유혹 정부 시절 구속되었던 림친시옹과 데반 나이르의 석방을 요청했다.
리콴유는 영국으로부터 자치권을 획득한 이후 교육, 주거, 실업 등 많은 문제에 부딪히게 된다. 리콴유는 주거 문제를 해결하기 위해 대규모 주택 건설을 위한 주거 및 개발 위원회(Housing and Development Board, HDB)를 세웠다.
1961년 7월 21에는 13명의 인민행동당 의원이 당론을 따르지 않으면서 투표를 거부한 내각 불신임 투표가 있었다. 6명의 교역 조합 출신 좌파 지도자들과 함께 이들은 공산주의를 지지하는 당인 바리산 소시알리스를 창당한다. 바리산 소시알리스는 창당시기부터 인민행동당에 버금가는 지지를 얻었다. 인민행동당의 51개 지부중 35개의 지부와 23명의 간사 중 19명이 바리산 소시알리스로 자리를 옮겼고, 이 사건은 1961년의 분당 사태로 알려져있다. 의회에서의 인민행동당은 이제 26석만을 유지해 25석을 유지한 야당에 간신히 다수를 유지하고 있었다.
1961년에 인민행동당은 두 번의 보궐선거에서의 패배와 당원들의 탈당, 좌파의 노동운동에 직면했다. 리콴유의 정부는 1962년의 말라야 연방과의 합병과 관련한 국민투표 전까지 거의 무너질 위기에 처해있었다. 1962년의 투표는 정부에 대한 대중의 신임을 시험하는 자리였다.

### 말라야 연방과의 합병 및 분리(1963~1965)
말라야 연방의 총리 툰쿠 압둘 라만이 1961년에 말라야 연방, 싱가포르, 사바, 사라왁 간의 연방을 제안했을 때, 리콴유는 말레이시아와 합병하고 영국의 식민지 통치를 끝내기 위한 사전 작업을 시작했다. 리콴유는 70%가 투표에 찬성한 1962년 9월 1일에 열린 국민 투표 결과를 이용해 국민들이 자신의 계획을 지지한다고 이야기했다.
1963년 9월 16일, 싱가포르는 말레이시아 연방의 일원이 되었다. 하지만 이 연방은 오래 지속되지 못했다. 말레이연합 국가조직(UMNO)는 싱가포르에 있는 다수의 화교가 말레이시아에 통합되어 인민행동당이 영향력을 갖게 되는 것을 걱정했다. 리콴유는 말레이계를 우대하는 부미푸트라 정책에 반대했고, 이를 주장하기 위해 말레이시아 연대회의의 "말레이시아 사람의 말레이시아!"라는 유명한 구호를 사용했다. 말레이계는 말레이시아의 토착 민족이고, 말레이시아는 다양한 민족이 통합된 나라를 뜻한다.
1964년의 싱가포르 인종분쟁은 무하마드의 생일(1964년 7월 21일)에 칼랑 가스회사 부근에서 일어났다. 이 분쟁에서 중국인들과 말레이인들이 서로를 공격하며 23명이 죽었고 수백명이 부상을 당했다. 분쟁의 원인에 대해서는 다양한 견해가 있는데, 그중 중국인이 무슬림 행렬에 병을 던졌다는 설도 있고, 말레이인이 이 분쟁을 시작했다는 설도 있다. 1964년 9월에는 더 많은 분쟁이 일어나서 사람들이 차량과 상점을 약탈하기까지 했다. 이에 따라 툰쿠 압둘 라만과 리콴유는 이 사태를 진정시키기 위해 대중 앞에 나서야 했다.
툰쿠는 이 위기를 해결할 수 없다고 판단해 싱가포르를 말레이시아 연방에서 쫓아내며 "중앙 정부에 어떤 존경심도 보이지 않은 싱가포르주 정부와의 모든 관계를 단절하기로" 결정했다고 발표했다. 리콴유는 연방에 계속 머물기 위한 타협을 성사시키기 위해 노력했으나 그 시도는 실패로 돌아갔다. 리콴유는 1965년 8월 7일, 말레이시아와의 분리 뒤 관계를 다룬 분리 협정에 서명했다. 이 협정에서 싱가포르와 말레이시아는 분리 뒤에도 상호 국방과 교역 부문에서 협력하기로 했다.
합병의 실패는 합병만이 싱가포르가 생존할 수 있는 길이라 믿었던 리콴유에게 매우 중대한 위기를 가져왔다. 텔레비전으로 방영된 기자회견에서 리콴유는 분리를 발표하며 감정을 추스르지 못하는 모습을 보였다. (이 기자회견은 리콴유의 지지자들이 리콴유가 말레이시아의 분리를 선동하지 않았다는 증거로 사용되곤 했다):
"제게 이 순간은 매우 고통스런 순간입니다. 제 인생동안, 제가 성인이 된 뒤에 저는 두 지역의 통합과 합병을 믿어 의심치 않았습니다. ... 지금, 저, 리콴유, 싱가포르의 총리는 싱가포르 인민과 싱가포르 정부를 대표해 1965년 8월 9일 오늘부터 싱가포르는 자유와 정의 위에 세워졌으며 인민의 복지와 행복, 평등한 사회를 추구하는 영원토록 주권을 가진 민주 독립 국가가 된 것을 선언합니다."
1965년 8월 9일, 말레이시아 의회는 말레이시아에서 싱가포르를 한 주로 인정하던 관계를 끊는 결의안을 채택했다. 싱가포르는 천연 자원과 수자원이 부족해 이런 자원의 공급을 말레이시아에 의존하고 있었으며, 매우 빈약한 국방 능력을 가지고 있었기에 싱가포르 정부와 리콴유는 이런 문제를 해결해야 했다.

## 말레이시아와의 관계

#### 마하티르 빈 모하마드

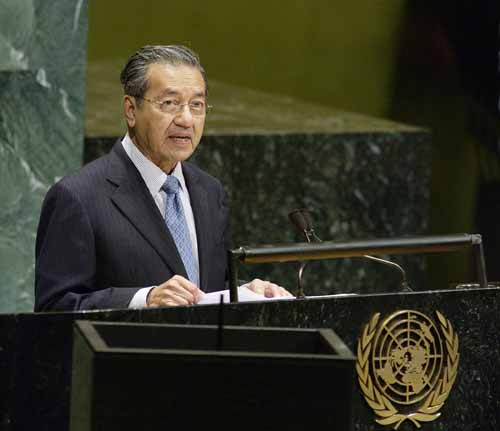
마하티르 빈 모하맛

리콴유는 마하티르 빈 모하맛와의 더 나은 관계를 맺기 위해 노력했다. 리콴유는 마하티르가 차기 말레이시아 총리가 될 것으로 알게 된 뒤, 1978년에 마하티르를 싱가포르로 초청했다. 마하티르의 싱가포르 방문을 통해 리콴유와 마하티르간의 개인적 및 외교적 관계가 개선되었다. 마하티르는 리콴유가 민주행동당의 화교 지도자와의 친교를 중단할 것을 요청했고, 그 대가로 마하티르는 싱가포르의 말레이인들에 관한 문제에 간섭하지 않겠다고 했으며, 1988년 6월엔, 마하티르와 함께, 쿠알라룸푸르에서 조호르 강에 링구이댐을 짓는 협정을 맺었다.

## 서거
2015년 2월 5일 폐렴으로 병원에 입원한 뒤, 인공호흡기에 약 1달 동안 의존해오다 당해 3월 23일 오전 3시 18분 향년 91세에 서거하였다. 생전에 찬사와 비판을 동시에 받았던 리콴유의 장례식은 2015년 3월 29일에 국장으로, 싱가포르 국립대학에서 엄수되었다.

## 논란과 의혹

### 권위주의적 통치
리콴유와 인민행동당은 20세기 중반부터 싱가포르 정치의 헤게모니를 장악했다. 1965년부터 1981년까지의 싱가포르는 야당의 존재를 허용했음에도 싱가포르 의회의 모든 의석을 인민행동당 한 당이 독차지하여 이 시기의 싱가포르는 사실상 일당제 국가나 다를 바 없었다. 1981년에 있던 보궐선거에서야 야당이 한 선거구에서 승리해 의석을 차지했고 그리고 1984년에 있던 총선에서야 싱가포르의 야당은 79석의 의석 중 무려 2석을 얻으며 본격적으로 의회에 입성하게 된다.
당시 싱가포르의 국회의원 선거에서는 이렇다 할 부정선거 의혹은 존재하지 않는다. 그러나 싱가포르에서 야당에 대한 우회적인 탄압은 상당히 자주 이뤄졌기에 야당이 리콴유와 인민행동당을 비판하거나 위협하기 어려웠다. 덤으로 리콴유는 이후에도 타 정당이 당선된 국회의원 지역구에는 예산을 깎기까지 했다.
인도의 언론인 T.J.S 조지가 1973년에 저술한 리콴유 전기에 의하면, 리콴유의 인권 탄압은 '당시 경제적 번영을 이룩한 아시아의 나라들 중 싱가포르만큼 분노를 자아낸 데는 없다'라고까지 표현할 수 있을 정도였다고 한다. 하단의 내용들은 이 책에 소개된 리콴유 집권 초기에 있었던 인권탄압 목록들이다.
당시 싱가포르의 정치범들은 가족들과 변호사와의 면회, 독서를 사실상 금지당한 채 독방에 감금당하거나 고문까지 당했고, 심지어 의사가 이들을 치료하는 것도 허용되지 못했으며, 석방된 후에도 경찰의 감시 하에 직업 활동과 외출에도 제한을 받은 것은 물론, 해외 출국도 금지되었고, 심지어 시민권을 박탈하기도 했다. 그리고 1971년 12월에 엠네스티가 파견한 영국 국적의 여성 조사관 에스트렐라 카레라스(Estrella Carreras)는 출국 후에 싱가포르 당국에 의해 재입국이 금지되는 등 리콴유는 자신에게 반대하는 외국인들은 언론인, 교수 가릴 것 없이 외국으로 추방시켰다.
그리고 리콴유는 식민지 시절에 만들어진 치안유지법(Internal Security Act)과 사회안전법(Preservation of Public Security Ordinance)을 오히려 식민지 시절보다도 강화시켜, 정적들과 정권에 비판적인 언론인들을 영장 없이 임의로 체포하고 재판 없이 무기한 감금했으며, 이러한 상황에 이의를 제기하는 것은 불가능했다.
1968년부터는 아예 노동자의 파업을 법적으로 금지했으며, 1969년 4월 중순부터 12월까지는 리콴유가 직접 지시를 내려 싱가포르의 개정된 헌법을 비판하는 모든 행위를 금지했다. 그리고 1970년에 리콴유는 교수들 앞에서 자신에게 비판적인 외국인 교수들에 대해 '철새들이 정부의 정책을 비난하는 것을 더 이상 용인하지 않겠다'며 비난하고 '강의 내용이 싱가포르의 국정 방침과 일치하지 않으면 정치학과, 사회학과, 철학과를 폐쇄하겠다'는 위협까지 가했다. 리콴유에게 반대하는 학생들과 교수들은 대학교에서 쫓겨났다.
덤으로 사회적으로도 엄격한 통제가 가해져 '소위 히피족이 싱가포르인의 정신을 부패시키고 싱가포르 사회를 오염시킬 수 있다'는 명목으로 남성의 장발을 금지시키고 이를 외국인 관광객에게까지 적용해 머리가 윗옷 칼라를 넘으면 싱가포르 입국을 제한하거나 비행기가 싱가포르를 경유하기만 할 뿐이라도 강제로 머리를 자르게 했으며, 만약 이들이 장발을 그대로 놔둔 채 싱가포르를 떠나면 몇 달 동안 재입국을 못하게 했다. 게다가 사기업에서조차 장발족에 대한 차별 대우를 하라는 지시를 받았으며, 여교사들마저 어깨 밑으로 내려가는 머리와 파마가 금지되었고, 문화부장관은 정부의 두발 정책에 반대하는 대학생에 대한 징집을 '추천'하기까지 했다.
심지어 적어도 1973년부터는 시위를 막기 위해 밖에서 10인 이상이 모이는 것까지 금지시켰으며, 오늘날에도 싱가포르에서는 도심 공원 한 곳에서만 시위가 가능하다. 이 곳에서 경찰의 허가를 받은 시위가 허용된 것이 2000년 9월이었고, 자유로운 시위는 무려 2008년 9월에야 가능하게 되었다.
이러던 판이었으니, 프리덤 하우스가 1972년부터 매년마다 발표하는 세계의 자유 지수에 따르면 리콴유가 집권한 1972년부터 1990년까지 싱가포르의 세계의 자유 지수 평균은 약 4.69였다. 참고로 전두환 시기 대한민국의 세계의 자유 지수 평균이 약 4.86이었으며 페르디난드 마르코스 시기 필리핀의 세계의 자유 지수 평균이 리콴유보다도 높은 약 4.64였다.
현재 싱가포르에서 이권이 따르는 국영기업이나 관변단체의 수장, 또는 정부 요직들은 상당부분 리콴유 일가나 그 측근들이 차지하고 있다. 당장 싱가포르 최대의 기업으로 싱가포르 여러 대기업의 지주회사이자 전 세계 여러곳에 투자를 하고 있는 국영기업 '테마섹 홀딩스'의 CEO가 그의 며느리이자 리셴룽 총리의 부인인 호칭(何晶) 여사다. 물론 이들은 효율적으로 자신의 기업들을 이끄는 것으로 알려져 있지만 그와는 별개로 지도자의 친인척이 국가 공기업 사장으로 있는 것이 적절한지는 생각해 보아야 할 일이다.

### 언론탄압과 인터넷 검열
정부가 무상으로 보급하는 인터넷망은 항상 감시되고 있으며, 리콴유 일가의 이름이 자주 언급되거나 정부를 비판하는 게시물과 댓글이 올라오면 바로 조사나온다.
.S.J. 조지가 쓴 리콴유 전기에 의하면, 리콴유 시기에 싱가포르의 라디오, TV 뉴스는 교육 계획을 다룬 별개의 코너가 있던 것 외에는 항상 정부의 발표를 인용한 것만 방송할 수 있었으며, 싱가포르의 모든 언론사와 언론인은 매년 정부로부터 받는 면허를 갱신해야 활동을 할 수 있었고, 치안판사에게는 신문사에 직접 들어가 조사를 할 수 있다는 특별 권한이 주어졌다. 심지어 리콴유의 출판 담당 비서가 편집자들에게 직접 어떤 책을 출판할 수 있는가 없는가 여부까지 지시했다고 한다. 당시 법에 의하면 검열을 받지 않고 내놓을 수 있는 출판물은 '초대장이나 명함, 계산서 서두나 편지지 서두'밖에 없었다고 한다.
또한 리콴유는 지방 신문 기자들이 자신의 공개 연설을 취재할 수 없게 하는 등 자신을 취재하는 기자들에게까지 통제를 가했으며, 외신 특파원들은 리콴유에게 호의적인 성향의 기자들만 선발되어 싱가포르에서 활동할 수 있었고, 심지어 한 뉴욕 타임즈와 이코노미스트 소속 미국인 특파원은 원래 리콴유 정권에 호의적이었음에도 상술한 영국인 엠네스티 조사관 추방 문제를 다뤘다는 이유로 거주지가 도청되고 언론인들의 모임에서 쫓겨난 후 싱가포르에서 추방되었다.

### 태형
리콴유는 태형의 효과에 굳은 신념을 가지고 있었다. 그의 자서전 싱가포르 이야기에서 그는 1930년대 래플스 학교에서 그의 끊임없는 지각에 학생주임 D. W. 맥레오드씨에게서 매를 맞았던 것을 묘사했다. "나는 의자에 엎드려 바지를 입은 채로 세게 세대를 맞았다. 나는 그가 살살 때린 것 같지는 않다. 나는 서양 교육계에서 왜 매질에 그렇게 부정적인지 이해할 수 없다. 내 친구들이나 나에게는 체벌이 아무런 해를 끼치지 않았다."
리콴유 정부는 영국으로부터 사법적 태형을 물려받았지만, 적용되는 범위를 훨씬 더 넓혔다. 영국에서는 태형이 개인적 폭력이 수반되는 경우에 한해 처벌을 위해 일 년에 몇 번의 태형을 선고했다. 리콴유가 이끄는 인민행동당 정부는 더 많은 종류의 범죄에 대해 태형을 선고할 수 있게 했다. 1993년에는 42개의 범죄에 대해 태형을 의무화했고, 42개에 대해서는 선택적으로 적용했다. 법원에서 태형이 자주 선고되는 범죄는 약물 중독이나 불법 이민 등이 있다. 1987년에는 602번의 태형이 선고되었지만, 1993년에는 3,244번으로 증가했고, 2007년에는 6,404번이나 선고되었다.
1994년에 미국 청소년인 마이클 페이가 기물 파괴법 위반 혐의로 태형을 선고받자, 이 사법적 태형은 전 세계의 이목을 끌었다.
학교 신체형(남학생에게만 해당됨)은 역시 영국에서 물려받은 것이지만, 1957년에 제정된 법에 의해 반항하는 학생들을 다스리기 위한 방법으로 여전히 많이 쓰인다. 리콴유는 싱가포르 국군에도 태형을 도입했고, 싱가포르는 군 규율을 위해 신체형을 사용하는 몇 안되는 국가 중 하나다.

## 역대 선거 결과
| 선거명        | 직책명                          | 대수 | 정당       | 득표율   | 득표수   | 결과 | 당락                     |
| ------------- | ------------------------------- | ---- | ---------- | -------- | -------- | ---- | ------------------------ |
| 1955년 선거   | 국회의원(탄종파가르 선거구)     | 1대  | 인민행동당 | 78.33%   | 6,029표  | 1위  | 탄종파가르 하원의원 당선 |
| 1957년 재선거 | 국회의원(탄종파가르 선거구)     | 1대  | 인민행동당 | 68.1%    | 4,707표  | 1위  | 탄종파가르 하원의원 당선 |
| 1959년 선거   | 국회의원(탄종파가르 선거구)     | 2대  | 인민행동당 | 71.04%   | 7,617표  | 1위  | 탄종파가르 하원의원 당선 |
| 1963년 선거   | 국회의원(탄종파가르 선거구)     | 3대  | 인민행동당 | 58.93%   | 6,317표  | 1위  | 탄종파가르 하원의원 당선 |
| 1968년 선거   | 국회의원(탄종파가르 선거구)     | 2대  | 인민행동당 | 94.34%   | 9,128표  | 1위  | 탄종파가르 하원의원 당선 |
| 1972년 선거   | 국회의원(탄종파가르 선거구)     | 3대  | 인민행동당 | 84.08%   | 7,542표  | 1위  | 탄종파가르 하원의원 당선 |
| 1976년 선거   | 국회의원(탄종파가르 선거구)     | 4대  | 인민행동당 | 89.03%   | 9,996표  | 1위  | 탄종파가르 하원의원 당선 |
| 1980년 선거   | 국회의원(탄종파가르 선거구)     | 5대  | 인민행동당 | 92.74%   | 11,730표 | 1위  | 탄종파가르 하원의원 당선 |
| 1984년 선거   | 국회의원(탄종파가르 선거구)     | 6대  | 인민행동당 | 단독후보 | 무투표   | 1위  | 탄종파가르 하원의원 당선 |
| 1988년 선거   | 국회의원(탄종파가르 선거구)     | 7대  | 인민행동당 | 81.60%   | 14,043표 | 1위  | 탄종파가르 하원의원 당선 |
| 1991년 선거   | 국회의원(탄종파가르 통합선거구) | 8대  | 인민행동당 | 단독후보 | 무투표   | 1위  | 탄종파가르 하원의원 당선 |
| 1997년 선거   | 국회의원(탄종파가르 통합선거구) | 9대  | 인민행동당 | 단독후보 | 무투표   | 1위  | 탄종파가르 하원의원 당선 |
| 2001년 선거   | 국회의원(탄종파가르 통합선거구) | 10대 | 인민행동당 | 단독후보 | 무투표   | 1위  | 탄종파가르 하원의원 당선 |
| 2006년 선거   | 국회의원(탄종파가르 통합선거구) | 11대 | 인민행동당 | 단독후보 | 무투표   | 1위  | 탄종파가르 하원의원 당선 |
| 2011년 선거   | 국회의원(탄종파가르 통합선거구) | 12대 | 인민행동당 | 단독후보 | 무투표   | 1위  | 탄종파가르 하원의원 당선 |